# Lophioturris
Lophioturris là một chi ốc biển, là động vật thân mềm chân bụng sống ở biển trong họ Turridae.

## Các loài
Các loài thuộc chi Lophioturris bao gồm:
- Lophioturris indica (Deshayes, 1833)[2]
- Lophioturris indica (Röding, 1798)[3]
- Lophioturris leucotropis (Adams & Reeve, 1850)[4]
- Lophioturris polytropus (Helbling, 1779)[5]